# Islas Vernaci
Islas Vernaci är öar i Argentina.   De ligger i provinsen Chubut, i den södra delen av landet, 1 400 km sydväst om huvudstaden Buenos Aires. Arean är 0,52 kvadratkilometer.
Terrängen på Islas Vernaci är mycket platt. Öns högsta punkt är 10 meter över havet. Den sträcker sig 0,8 kilometer i nord-sydlig riktning, och 1,0 kilometer i öst-västlig riktning.